# Lucas Suppin
Lucas Suppin (né le 2 juillet 1911 à Untertauern et mort le 24 février 1998 à Salzbourg, en Autriche) est un peintre autrichien d'origine slovène.
Il est issu de l'École de Paris.

## Biographie
Il a travaillé à Salzbourg et Saint-Paul-de-Vence.
Ami du peintre Picasso, du poète Jacques Prévert et du compositeur Carl Orff. C'est lui qui a mis en relation Prévert et Orff, lui aussi qui organise leur rencontre à Paris comme l'indiquent plusieurs courriers archivés au Orff Zentrum de Munich. Nous apprenons également dans ces lettres que Orff, Suppin et Prévert avaient un projet commun autour d'un livre (probablement autour du thème d'Œdipe), mais celui-ci ne s'est jamais réalisé.
Lucas Suppin est fait chevalier de la Légion d'honneur par François Mitterrand en 1985.